# WWE 2K25
WWE 2K25 — компьютерная игра, разработанная Visual Concepts и изданная 2K. Это двадцать пятая часть серии видеоигр по мотивам WWE, 11-я игра под баннером WWE 2K и преемница WWE 2K24. Специальные издания «Bloodline» и «Deadman» были выпущены 7 марта 2025 года, а стандартное и делюкс-издание — 14 марта для PlayStation 4, PlayStation 5, Xbox One, Xbox Series X/S и Microsoft Windows. 23 июля 2025 года игра выйдет на платформе Nintendo Switch 2.

## Геймплей
Как и предыдущие игры серии, WWE 2K25 — симулятор реслинга. WWE 2K25 во многом опирается на механику своей предшественницы, добавляя «Цепной рестлинг», некоторых рестлеров с новым архетипом «Гигант» (у них есть дополнительная полоска жизни, которую нужно опустошить, прежде чем они смогут получать урон), и новые типы матчей, такие как «Underground» и «Bloodline Rules» (матч без дисквалификаций, вдохновленный главным событием WrestleMania XL, в котором рестлеры получают способность, дающую получить до трёх вмешательств в матч других рестлеров, которые остаются на ринге после их вызова). Впервые во франшизе 2K в этой части появилась поддержка межгендерных матчей.
Режим Showcase посвящен группировке The Bloodline и семье Аноа’и, в нём представлены такие участники, как Рикиши, Роман Рейнс, Тамина Снука, братья Усо и Ёкодзуна. Режимы MyFaction, MyGM и Universe также представлены. В режиме кампании MyRise группа рестлеров из NXT пытается захватить Raw и SmackDown. Новый режим, известный как «Остров», — это онлайновый PvPvE-режим, созданный по образцу «Города» из последних игр NBA 2K, в котором используются созданные рестлеры игроков.

## Отзывы
| Иноязычные издания | Иноязычные издания |
| Издание            | Оценка             |
| ------------------ | ------------------ |
| GameSpot           | 8/10               |
| GamesRadar+        | 4/5                |
| Push Square        | 8/10               |
| Shacknews          | 8/10               |

Джошуа Лэмб из Forbes дал игре 4 балла из 5. Алистер Макджордж из Metro оценил её в 4,5 звёзд из 5. Рецензенты хвалили визуальную составляющую. Дуэйн Дженкинс из Vice рекомендовал игру фанатам реслинга, но другим — дождаться скидки.
IGN считает, что игра была улучшена по сравнению с 2K24, отмечая, что «она выглядит фантастически, все ещё чувствует себя хорошо, и её много, включая небольшие, но долгожданные обновления, такие как межгендерные матчи, или большие обновления, такие как новые режимы MyRise и Showcase».